# Zuppa di anatra in fumo
Zuppa di anatra in fumo (Duck Soup to Nuts) è un film del 1944 diretto da Friz Freleng. È un cortometraggio d'animazione della serie Merrie Melodies, uscito negli Stati Uniti il 27 maggio 1944.

## Trama
Mentre Daffy Duck si sta rilassando in uno stagno con un gruppo di anatre, la quiete viene turbata dall'arrivo del cacciatore Porky Pig che fa volare via le anatre, tranne Daffy. Porky quindi lo prende di mira e gli ordina di uscire. Dopo essere uscito dallo stagno, Daffy approfitta dell'ingenuità del maialino per prenderlo in giro e giocargli numerosi scherzi, finché Porky non cerca di sparargli consumando tutte le munizioni del fucile. Tuttavia, Porky rivela di avere ancora una pistola e con essa si prepara a giustiziare Daffy, consentendogli però di salutare sua moglie e i suoi figli come ultimo desiderio. Quando però vede il papero con la moglie e i tre figli in lacrime, Porky viene mosso a pietà, rinuncia al suo intento e se ne va. A quel punto i famigliari di Daffy si tolgono il travestimento e si rivelano essere suoi amici, ma mentre stanno ridendo dello scherzo vengono raggiunti dagli spari di Porky che se ne è accorto. Daffy e i suoi amici si allontanano quindi saltellando e urlando "Hoo-hoo!".

## Distribuzione

### Edizione italiana
La prima edizione italiana del corto, doppiata a Milano, fu realizzata per la distribuzione in VHS nel 1987. Sempre alla fine degli anni ottanta il corto fu ridoppiato dalla C.D.C. per la trasmissione sulla reti Rai. Nel 1996, sempre per la trasmissione televisiva, il film fu ridoppiato dalla Angriservices Edizioni sotto la direzione di Renzo Stacchi. Tuttavia in televisione è stata successivamente ripristinata la prima edizione, e su Italia 1 viene inoltre utilizzato il master non restaurato della A.A.P. (in cui i primi due cartelli dei titoli di testa sono prelevati dal corto del 1940 Le disavventure di Miles Standish). Non essendo stata registrata una colonna internazionale, in tutti e tre i doppiaggi fu sostituita la musica presente durante i dialoghi.

### Edizioni home video

#### VHS
America del Nord
- The Best of Bugs Bunny & Friends (1986)
- Porky Pig and Daffy Duck Cartoon Festival Featuring "Tick Tock Tuckered" (1986)
- Just Plain Daffy (marzo 1989)
- The Golden Age of Looney Tunes Volume 6: Friz Freleng (1992)

Italia
- Bunny il coniglio vol. III (1987)[3]

#### Laserdisc
- The Golden Age of Looney Tunes (11 dicembre 1991)

#### DVD
Il corto fu pubblicato in DVD-Video in America del Nord nel terzo disco della raccolta Looney Tunes Golden Collection: Volume 2 (intitolato Tweety and Sylvester and Friends) distribuita il 2 novembre 2004; il DVD fu pubblicato in Italia il 16 marzo 2005 nella collana Looney Tunes Collection, col titolo Titti e Silvestro. In America del Nord fu inserito anche nel primo disco della raccolta DVD Looney Tunes Spotlight Collection Volume 2, uscita il 2 novembre 2004.